# 圣安德烈德韦济讷
圣安德烈德韦济讷（法語：Saint-André-de-Vézines，法語發音：[sɛ̃.t‿ɑ̃dʁe də vezin]）是法国阿韦龙省的一个市镇，属于米约区。

## 地理
圣安德烈德韦济讷（44°9'8"N, 3°15'30"E）面积38.97 平方千米，位于法国奧克西塔尼大區阿韦龙省，该省份为法国南部内陆省份，位于法國中央高原南部，北起顺时针与康塔爾省、洛泽尔省、加尔省、埃罗省、塔恩省、塔恩-加龙省和洛特省接壤。
与圣安德烈德韦济讷接壤的市镇（或旧市镇、城区）包括：佩尔洛、拉罗克圣玛格丽特、韦罗、拉尼埃若勒。
圣安德烈德韦济讷的时区为UTC+01:00、UTC+02:00（夏令时）。

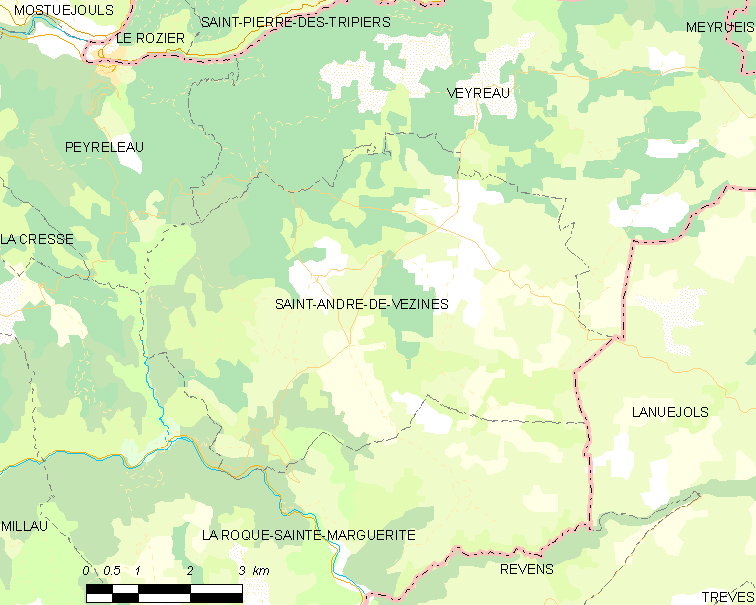
圣安德烈德韦济讷的OSM定位图

## 行政
圣安德烈德韦济讷的邮政编码为12720，INSEE市镇编码为12211。

## 政治
圣安德烈德韦济讷所属的省级选区为塔恩-科斯县。

## 人口

1962-2008年间圣安德烈德韦济讷人口变化图示

圣安德烈德韦济讷于2022年1月1日时的人口数量为132人。